# 조이 (동로마 제국)
조이(그리스어: Ζωή, 978년 경 ~ 1050년)는 동로마 제국의 황후(1028-1050)였으며 1042년에는 동생 테오도라와 함께 동로마 여제였다.

## 생애
조이는 동로마 제국의 역사에서 몇 안 되는 포르피로게니타였다. 포르피로게니타는 "자주색 방에서 태어난 여자아이"란 뜻으로 부모자 적법한 황제의 지위에서 출생한 정식 황녀(皇女)라는 뜻이다. 아버지 콘스탄티노스 8세는 아들이 없었고 딸이 세 명 있었는데 조이는 그중 가장 예쁘고 유일하게 결혼에 문제가 없는 딸이었다.

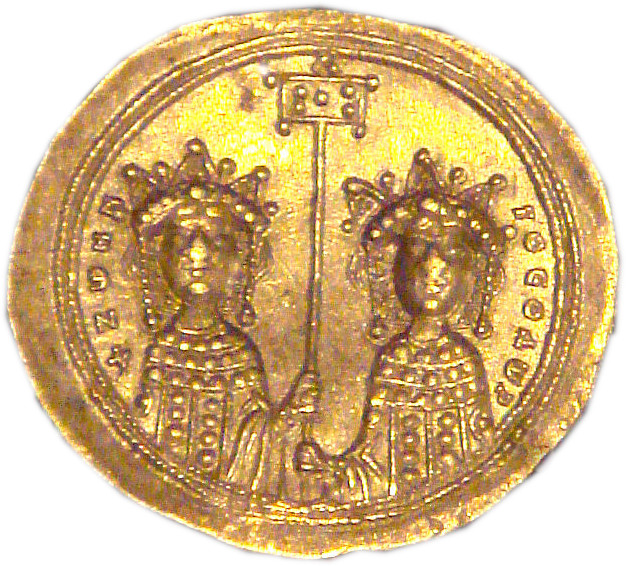
조이와 테오도라 두 여제의 초상이 새겨진 금화

그녀의 백부인 황제 바실리오스 2세는 조이를 신성 로마 제국 황제 오토 3세와 결혼시키려고 준비하였으나 오토가 일찍 죽는 바람에 성공하지 못했다. 1028년 아버지가 죽자 조이가 상속권자가 되어 후사를 결정하게 되었는데 로마노스와 결혼하여 로마누스를 황제로 삼고 그 황후가 되었다. 그녀는 황후가 된 후 자신의 동생 테오도라를 수녀원으로 유폐시켰다.
로마노스는 결혼할 당시부터 이미 고령의 노황제였고 두 사람 사이에 자식이 없었기에 조이는 젊은 파플라고니아 출신 미하일과 바람을 피웠고 그를 애인으로 삼았다.
로마노스 황제가 의문의 죽음을 당하자 조이는 미하일을 즉시 남편으로 받아들이고 황제를 만들었다. 미하일의 큰 형이자 권력자인 환관 요안니스는 조이를 무력화 시키고 소외시켰고 조이는 그러한 요안니스에 맞서 몇 차례 음모를 꾸몄으나 실패로 돌아갔다. 1041년 미하일 황제마저 병으로 죽자 조이는 양자로 삼았던 미하일 칼라파테스를 황제로 삼게 했다. 미하일은 또다시 조이를 박해하고 추방시켰는데 이것이 콘스탄티노폴리스 주민의 반발을 가져왔고 대규모 폭동이 일어났다. 적법한 통치권이 있는 조이를 다시 복권하라는 시민들의 요구에 조이는 다시 수도로 돌아와 여제의 자리에 올랐는데 자신이 추방했던 동생 테오도라와 공동으로 여제가 되었다.
조이는 또다시 남편을 찾았고 유력한 귀족 가문 출신 콘스탄티노스 모노마쿠스와 1042년 세 번째 결혼식을 올렸다. 콘스탄티노스는 황제가 되었고 조이는 다시 황후가 되었다. 조이는 1050년 황후로 죽었다.

## 가족관계
- 부모
  - 아버지 : 콘스탄티노스 8세
  - 어머니 : 엘레니

- 자매
  - 언니 : 에우도키아 - 천연두로 곰보가 됨, 수녀원에 들어감
  - 동생 : 테오도라 - 수녀원에 유폐되었다가 1042년 공동여제, 1055년 다시 여제의 자리로 돌아옴

- 남편

1. 로마노스 3세 (968 - 1034) - 재위 : 1028 - 1034
2. 미하일 4세 (968 - 1034) - 재위: 1034 - 1041
  1. 양자 미하일 5세 (1015 - 1042) - 재위: 1041 - 1042
3. 콘스탄티노스 9세 (1000 - 1055) - 재위: 1042 - 1055

| 전임 미하일 5세 (1041 - 1042) | 동로마 제국의 여제(女帝) 테오도라와 공동 통치 1042년 | 후임 콘스탄티노스 9세 (1042 - 1050) |

## 같이 보기
- 동로마 황제